# Djupt vatten
Djupt vatten (originaltitel "A sea of troubles") från 2007 är Donna Leons tionde deckare med kommissarie Brunetti i huvudrollen. Boken utspelar sig vid den idylliska ön Pellestrina i närheten av Venedig, där far och son hittas brutalt mördade i sin fiskebåt. Kommissarie Brunetti kallas dit för att utreda morden, men öborna är lika slutna som musslorna de fångar.